# Medico alle Hawaii
Medico alle Hawaii (Island Son) è una serie televisiva statunitense in 18 episodi trasmessi per la prima volta nel corso di una sola stagione dal 1989 al 1990.
È una serie del genere medico incentrata sulle vicende del dottor Daniel Kulani (interpretato da Richard Chamberlain che ritorna ad una serie televisiva 25 anni dopo Dottor Kildare in cui interpreta ancora un medico) nativo delle Hawaii e che aveva praticato sulla terraferma per molti anni prima del suo ritorno al lavoro presso il fittizio Kamehameha Medical Center di Honolulu. La sua vita complicata coinvolge il suo ambiente di lavoro stressante, i suoi genitori adottivi Tutu e Nana (che lo avevano allevato sull'isola durante la sua infanzia), il suo figlio diciottenne Sam, e il suo interesse amoroso, l'insegnante di liceo Nina Delaney. La serie fu annullata nel marzo del 1990.

## Personaggi e interpreti
- Dottor Daniel Kulani (19 episodi, 1989-1990), interpretato da Richard Chamberlain.
- Nana Kulani (18 episodi, 1989-1990), interpretata da Betty Carvalho.
- Dottor Anthony Metzger (18 episodi, 1989-1990), interpretato da Timothy Carhart.
- Dottor Caitlin McGrath (18 episodi, 1989-1990), interpretato da Carol Huston.
- Maggie Judd (18 episodi, 1989-1990), interpretata da Brynn Thayer.
È l'amministratrice della clinica.
- Dottor Kenji Fushida (18 episodi, 1989-1990), interpretato da Clyde Kusatsu.
È il capochirurgo.
- Sam (8 episodi, 1989-1990), interpretato da William McNamara.

### Guest star
Tra le guest star: Tom Triggs, Tad Horino, Colin Fong, Polly Sommerfeld, Clare Nono, Jesse Dizon, Glenn Cannon, Dick Jensen, Milton Staackmann, Sarah Stanley, Bob Fimiani, Michael Adamschick, Dean Devlin, Karen Keawehawai'i, Stephanie Akina-Burke, Dennis Chun, Clarence Felder, Haunani Minn, Dick O'Neill, Frank Hamilton, Kathleen Layman, Ron Orbach, Steven Perry, Maia Brewton, David Purdham, Judi Floyd, Alan McRae, Karina Ezitis, Jonathan Perpich, Rosemarie Dunsmore.

## Produzione
La serie, ideata da Martin Rabbett, fu prodotta da Lorimar Television. Le musiche furono composte da Bruce Babcock.

### Registi
Tra i registi sono accreditati:
- Jorge Montesi in 2 episodi (1989)
- Gwen Arner
- Jerome Courtland
- Nick Havinga
- David Jackson
- Stephen L. Posey
- Michael Ray Rhodes
- Joseph L. Scanlan

## Distribuzione
La serie fu trasmessa negli Stati Uniti dal 19 settembre 1989 al 15 marzo 1990 sulla rete televisiva CBS. In Italia è stata trasmessa su Canale 5 con il titolo Medico alle Hawaii.
Alcune delle uscite internazionali sono state:
- negli Stati Uniti il 19 settembre 1989 (Island Son)
- in Francia il 2 agosto 1993 (Médecin à Honolulu)
- in Germania Ovest (Dr. Kulani - Arzt auf Hawaii)
- in Spagna (El hijo de la isla)
- in Danimarca (I palmernes skygge)
- in Italia (Medico alle Hawaii)

## Episodi
| Stagione       | Episodi | Prima TV USA |
| -------------- | ------- | ------------ |
| Prima stagione | 18      | 1989-1990    |